# Euthera
Euthera – rodzaj muchówek z rodziny rączycowatych (Tachinidae).

## Wybrane gatunki
- E. bicolor Coquillett, 1902[3]
- E. fascipennis (Loew, 1854)[2]
- E. setifacies Brooks, 1945[3]
- E. tentatrix Loew, 1866[3]